# Thomas Robinson Stadium
O Thomas Robinson Stadium é um estádio multiuso localizado em Nassau, nas Bahamas, foi inaugurado em 1981, tem capacidade para 15.023 espectadores, recebe jogos de futebol, futebol americano e atletismo.